# Schlangenstachelrücken
Die Schlangenstachelrücken (Lumpenidae) sind eine Fischfamilie aus der Gruppe der Aalmutterverwandten (Zoarcales). Alle elf Arten der Gruppe sind bodenbewohnende Meeresfische, die vor allem in den kühlen Gewässern des nördlichen Pazifiks und mit drei Arten auch im Nordatlantik vorkommen.

## Merkmale
Der Körper der Schlangenstachelrücken ist langgestreckt und mit kleinen Schuppen bedeckt; der Kopf ohne die für viele Stachelrücken so typischen Hautlappen oder sonstigen Hautauswüchse. Die „Wangen“ sind beschuppt, bei Lumpenella der ganze Kopf. Die Anzahl der Wirbel liegt bei 60 bis 87. Die Lumpeninae werden 7,8 bis 70 cm lang. Die Afterflosse besitzt an ihrem Beginn einen bis fünf Flossenstacheln. Die Brustflossen sind groß; die Anzahl der Brustflossenstrahlen liegt bei 12 bis 16. Die Bauchflossen haben einem Hart- und zwei bis drei Weichstrahlen. Die Anzahl der Branchiostegalstrahlen liegt bei sechs. Die Kanäle des Seitenliniensystems auf dem Kopf sind reduziert. Auf dem Körper fehlt die Seitenlinie, eine mediolaterale Linie von Neuromasten ist vorhanden.
Über die Lebensweise der Lumpeninae ist so gut wie nichts bekannt.

## Systematik
Die Schlangenstachelrücken wurden im Jahr 1898 als Unterfamilie der Stachelrücken (Stichaeidae) durch die US-amerikanischen Ichthyologen David Starr Jordan und Barton Warren Evermann wissenschaftlich eingeführt. Im Jahr 2015 machte der russische Wissenschaftler O. A. Radchenko die Schlangenstachelrücken zu einer eigenständigen Familie, nachdem er mit Hilfe molekularbiologischer Daten festgestellt hat das sie näher mit den Schiefmäulern (Cryptacanthodidae) und den Zaproridae verwandt sind als mit den Stachelrücken. Dies wurde im Catalog of Fishes Mitte 2018 so übernommen.

## Gattungen und Arten
- Gattung Acantholumpenus
  - Acantholumpenus mackayi
- Gattung Anisarchus
  - Anisarchus macrops
  - Anisarchus medius
- Gattung Leptoclinus

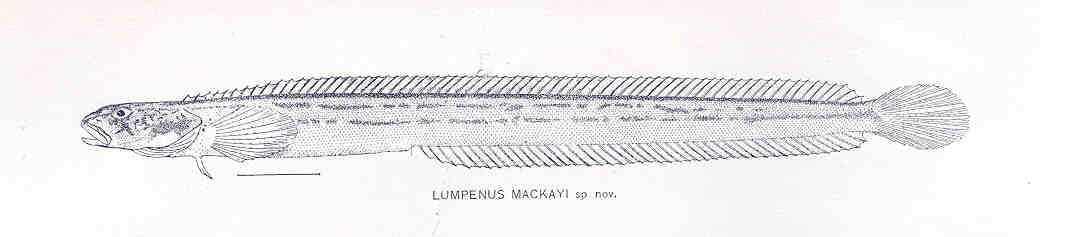
Acantholumpenus mackayi

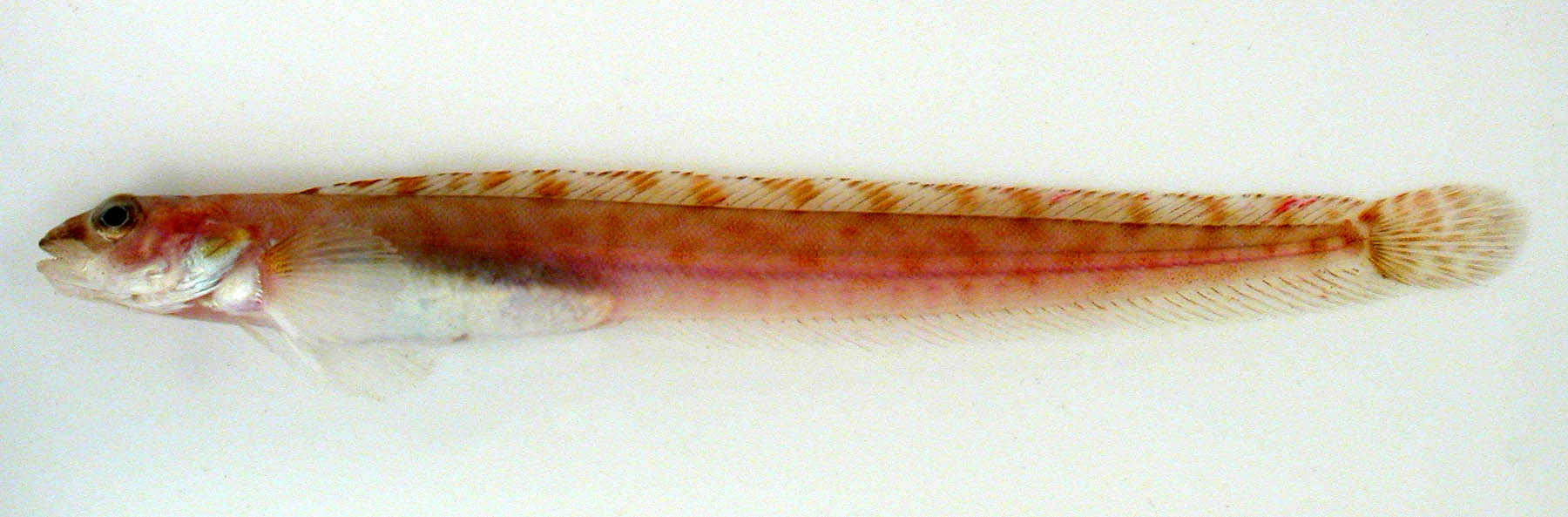
Anisarchus medius

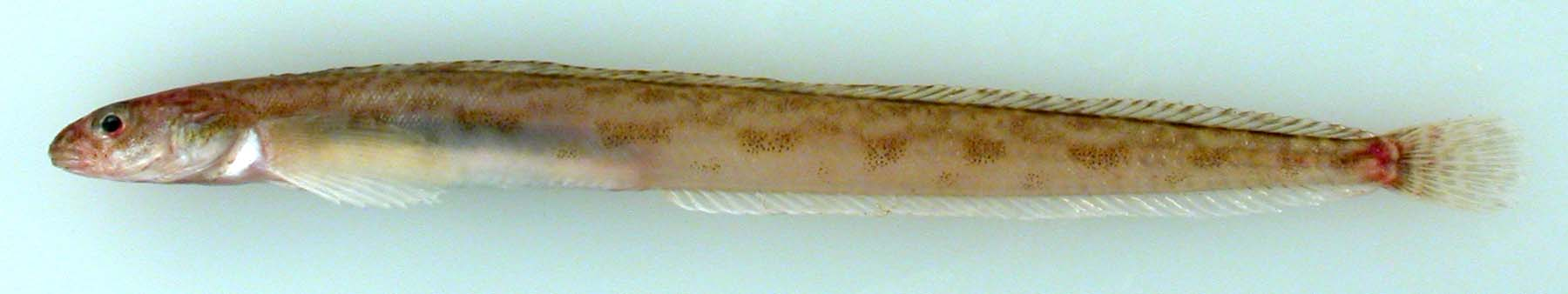
Lumpenus fabricii

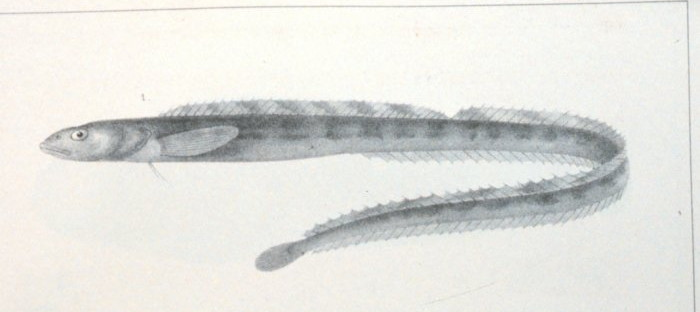
Lumpenus lampretaeformis

  - Gefleckter Schlangenstachelrücken (Leptoclinus maculatus)
- Gattung Lumpenella
  - Lumpenella longirostris
- Gattung Lumpenus
  - Lumpenus fabricii
  - Spitzschwanz-Schlangenstachelrücken (Lumpenus lampretaeformis)
  - Lumpenus sagitta
- Gattung Neolumpenus
  - Neolumpenus unocellatus
- Gattung Poroclinus
  - Poroclinus rothrocki
- Gattung Xenolumpenus
  - Xenolumpenus longipterus